# Stadio FK Inđija
Lo Stadio FK Inđija (in serbo Стадион ФК Инђија?, Stadion FK Inđija) è uno stadio da calcio situato a Inđija, nella provincia autonoma della Vojvodina, Serbia. L'impianto ospita le partite casalinghe della squadra di calcio locale, l'FK Inđija, che milita nella seconda serie del campionato nazionale serbo, la Prva Liga.

## Storia
Lo stadio venne costruito nel 1933 e assunse il nome di Stadion kraj želzničke stanice. All'epoca aveva la capienza di 600 posti ed era costituito da due tribune coperte di legno. Gli spogliatoi furono costruiti solamente nel 1962, prima di allora i giocatori si cambiavano al bar-ristorante "Sport", che si trovava in posizione dirimpettaia rispetto allo stadio. Nel 1970 gli spalti di legno furono sostituiti da strutture in metallo e dopo la restaurazione avvenuta nel 2006 lo stadio prende la sua forma attuale.
In occasione delle Universiadi del 2009 lo stadio venne ampliato tramite la costruzione della tribuna nord e l'ampliamento del terreno di gioco a 105 x 66 metri. Subito dopo l'Universiade venne costruita la tribuna ovest, che lo portò ad avere la capienza attuale. La tribuna si trova dietro una porta ed è uno degli pochi stadi in Serbia ad avere un orientamento est-ovest, in quanto generalmente gli altri stadi hanno le porte orientate in direzione nord-sud. 
Nel 2006 l'FK Inđija presentò un progetto per la realizzazione di un nuovo stadio dalla capienza di 9.000 spettatori e che dovrebbe riuscire a rispettare tutti i criteri UEFA per ospitare le partite dei tornei continentali.